# Chōgorō Kaionji
 (septembre 2016).
Chōgorō Kaionji (海音寺 潮五郎, Kaionji Chōgorō, 5 novembre 1901 – 1er décembre 1977) est le nom de plume de Tōsaku Suetomi (末富 東作, Suetomi Tōsaku), écrivain japonais de l'ère Shōwa, connu pour ses romans historiques.

## Jeunesse
Chōgorō naît dans l'actuelle ville d'Ōkuchi de la préfecture de Kagoshima. Il est un lecteur avide dans sa jeunesse, et bien qu'il soit interdit de lire des livres sur les lieux scolaires en dehors de la classe, il dérobe des livres de la bibliothèque et les lit en cachette sur le toit de l'école. Il entre à l'université Kōgakkan à Ise dans la préfecture de Mie en 1921 mais rentre chez lui en 1922 pour se marier. En 1923, il s'installe à Tokyo où il s'inscrit à l'université Kokugakuin. Après obtention de son diplôme en 1926, il retourne d'abord à Kagoshima comme professeur de lycée de littérature japonaise et de littérature chinoise. Cependant, après deux ans, il déménage à Kyoto dans un poste similaire.

## Carrière littéraire
Chōgorō commence à écrire de la fiction tout en enseignant dans une école secondaire, d'abord dans son Kagoshima natal puis à Kyoto. Son premier roman Utakata Zoshi (« Notes éphémères ») remporte un prix dans un concours organisé par l'hebdomadaire Mainichi Shimbun en 1929, et il réitère en 1932 avec son deuxième roman Fūun (« Vent et nuages »).
En 1934, Kaionji quitte Kyoto pour Kamakura, préfecture de Kanagawa, quand il prend la résolution de poursuivre une carrière d'écrivain professionnel. Il est lauréat du prestigieux prix Naoki en 1936 avec Tensho Onna Gassen (« La Bataille des femmes de Tenshō »), sur la vie du maître de thé Sen no Rikyū et de sa fille Ogin. Il poursuit dans la même veine avec Budō Denraiki (« Chroniques samouraï ») et d'autres ouvrages sur le thème du guerrier médiéval, qui sont publiés en feuilleton dans les journaux. Cependant, son Yanagisawa Sōdō (« L'Incident Yanagisawa ») publié dans le Sunday Mainichi irrite les censeurs du ministère des Affaires intérieures, et sa publication est suspendue sur ordre du gouvernement en 1938.
Avec le début de la Guerre du Pacifique, il est enrôlé dans l'Armée impériale japonaise en 1941, et sert pendant un an en Malaisie britannique. La vie dans l'armée ne lui convient pas, et il rentre au Japon en 1942 en congé de maladie, qu'il réussit à prolonger pendant les trois années qui suivent, jusqu'à la fin de la guerre.
Dans les années d'après-guerre, il achève des romans historiques épiques tels que Moko Kitaru (« Attaque mongole »), Taira no Masakado et Ten to Chi to (Heaven and Earth, 1960–1962), qui sert de fondement à quelques autres films épiques. Il remporte la 16e édition du prix Kan-Kikuchi en 1968 et intègre le comité de sélection du prix Naoki en 1970.
En 1973, il est nommé personne de mérite culturel par le gouvernement japonais.
Tout en écrivant des dramatiques TV par ailleurs, il contribue au domaine des romans historiques/biographiques avec Busho Retsuden (« Biographies de guerriers ») et Akunin Retsuden (« Biographies de scélérats »). Il considère que l’œuvre de sa vie sera une biographie de Saigō Takamori, importante personnalité de l'ère Meiji, biographie qu'il ne peut cependant mener à son terme car il meurt d'une hémorragie cérébrale en 1977.
Sa tombe se trouve au Tsukiji Hongan-ji à Tokyo.

## Œuvres (sélection)
- Utakata Zōshi (うたかた草子)
- Fūun (風雲)
- Tenshō Onna Gassen (天正女合戦)
- Budō Denraiki (武道伝来記)
- Mōko Kitaru (蒙古来る)
- Taira no Masakado (平将門)
- Ten to Chi to (天と地と)
- Bushō Retsuden (武将列伝)
- Akunin Retsuden (悪人列伝)
- Ni-hon no Ginnan (二本の銀杏)
- Hi no Yama (火の山)
- Kaze ni Naru Ki (風に鳴る樹)
- Saigō Takamori (西郷隆盛)

## Source de la traduction
- (en) Cet article est partiellement ou en totalité issu de l’article de Wikipédia en anglais intitulé « Chōgorō Kaionji » (voir la liste des auteurs).